# Mycetophila curvilinea
Mycetophila curvilinea är en tvåvingeart som beskrevs av Enrico Adelelmo Brunetti 1912. Mycetophila curvilinea ingår i släktet Mycetophila och familjen svampmyggor. Inga underarter finns listade i Catalogue of Life.